# McCall (TV-serie)
McCall (engelska: The Equalizer) är en amerikansk kriminalserie från 1985 med Edward Woodward i huvudrollen som Robert McCall, en pensionerad underrättelseagent med ett mystiskt förflutet som använder sina yrkeskunskaper för att skipa rättvisa åt dem som befinner sig i farliga situationer.
McCall visades i Sverige på TV3 under 1990-talet. År 2014 kom filmen The Equalizer som är baserad på McCall.

## Handling
Baserad i New York City, spelar brittiske Edward Woodward huvudrollen som Robert McCall, en pensionerad underrättelseagent på okänd organisation, mest känd som "Byrån" eller "Organisationen" som använde sina yrkeskunskaper för att skipa rättvisa, lösa problem och skydda dem som befinner sig i farliga situationer.
Människor i nöd kunde hitta honom genom en annons i tidningen. "Har du problem? Är oddsen emot dig? Ring The Equalizer". Smeknamnet Equalizer fick han av sin arbetskollega Brahms, spelad av Jerry Stiller.
McCall hamnar ofta i konversation med Control (Robert Lansing), chefen för Manhattandivisionen av den hemlige organisation där McCall tidigare arbetade. De som kontaktade McCall via tidningsannonsen var dock relativt okända, vanliga medborgare.
McCall kör en svart Jaguar XJ, vilket är ett tydligt kännetecken genom hela serien.